# Felix Woyrsch
Felix Woyrsch (né le 8 octobre 1860 à Troppau, en Silésie autrichienne – mort le 20 mars 1944 à Hambourg-Altona) est un compositeur allemand.

## Œuvres

### Opéras
- Der Pfarrer von Meudon (Le Prêtre de Meudon), op. 20 (1886)
- Der Weiberkriege (Femmes à la guerre), op. 27 (1890)
- Wikingerfahrt (Le Voyage des Vikings) (1896)

### Œuvres symphoniques
- Symphonie no 1 en do mineur op. 52 (1908)
- Symphonie no 2 en do majeur op. 60 (1914)
- Symphonie no 3 en mi bémol mineur op. 70 (1921)
- Symphonie no 4 en fa majeur op. 71 (1921)
- Symphonie no 5 en ré majeur op. 75 (1927)
- Symphonie no 6 en do majeur, Sinfonia Sacra, op. 77 (1939)